# Loris D'Ambrosio
Loris D'Ambrosio (Isola del Liri, 12 dicembre 1947 – Roma, 26 luglio 2012) è stato un magistrato e funzionario italiano.

## Biografia
Nel corso della sua carriera fu magistrato di Cassazione, Consigliere del Presidente della Repubblica per gli Affari dell'Amministrazione della Giustizia. Dopo essersi laureato in giurisprudenza nel 1970 presso l' Università di Roma "La Sapienza", aver superato l'esame di abilitazione all'esercizio della professione forense nel 1972 e aver vinto il concorso in magistratura nel 1976, è stato prima pretore a Volterra e poi, dal 1979, sostituto procuratore della Repubblica presso il tribunale di Roma: in tale veste, ha svolto le funzioni di pubblico ministero in alcuni dei più importanti processi di quegli anni in materia di terrorismo e di criminalità organizzata (la cosiddetta banda della Magliana). 
A partire dalla fine degli anni ottanta si è dedicato alla individuazione di più efficaci mezzi di contrasto della criminalità organizzata, collaborando con Giovanni Falcone che lo aveva voluto a Capo dell'Ufficio Studi della Direzione Generale degli Affari Penali del Ministero, da lui allora diretta. Risalgono all'epoca della sua collaborazione con il giudice Falcone e a quella successiva alla sua tragica morte (strage di Capaci del 23 maggio 1992), la ideazione e la entrata in vigore di istituti come la Procura nazionale antimafia e la Direzione investigativa antimafia (D.I.A.) oltre che la introduzione del regime del "doppio binario" per i processi di grande criminalità e del "carcere duro" per i detenuti più pericolosi.
Dal 1996 al 2001 è stato Capo di Gabinetto dei quattro Ministri della Giustizia succedutisi in quegli anni contribuendo, in tale ruolo, alla elaborazione di importanti riforme del sistema della giustizia penale (come la istituzione del giudice unico, l'attribuzione della competenza penale al giudice di pace, il "pacchetto sicurezza", il regolamento penitenziario, la depenalizzazione del 1999, ecc.). In quel periodo, coordinò i gruppi di lavoro istituiti per il "monitoraggio" della disciplina legislativa e amministrativa sui collaboratori di giustizia e fece inoltre parte di numerose Commissioni ministeriali quali quelle per la redazione di un nuovo codice penale e la revisione del codice di procedura penale del 1989: codice di procedura penale alla cui preparazione aveva già contribuito quale magistrato addetto all'Ufficio Legislativo del Ministero.
Dopo aver svolto, dal 2001 al 2004, funzioni di sostituto procuratore generale presso la Corte di cassazione, fu nominato dal Presidente della Repubblica dell'epoca, Carlo Azeglio Ciampi, consulente per i problemi della giustizia. Nel maggio 2006, il Presidente della Repubblica Giorgio Napolitano lo ha nominato suo Consigliere per gli Affari dell'Amministrazione della Giustizia e Direttore dell'Ufficio che, per il Capo dello Stato, cura tali Affari (rapporti con il Consiglio Superiore della Magistratura, concessione delle grazie, esame delle istanze dei cittadini, studio dei provvedimenti in materia di giustizia penale e civile ai fini della loro autorizzazione, emanazione e promulgazione): incarico che ha ricoperto fino al giorno della sua scomparsa. Dal 2002 è stato docente di diritto penale presso la facoltà di giurisprudenza della LUISS. È stato, altresì, docente di diritto penale e processuale penale presso la Scuola Superiore di Polizia e la Scuola Ufficiali dei Carabinieri.
Morì sessantacinquenne a causa di un infarto, mesi dopo, quando fu interrogato come testimone nel processo a Leoluca Bagarella, Napolitano affermò che D'Ambrosio era stato "ferito a morte" da una campagna violenta e irresponsabile. 

## Pubblicazioni
Tra le sue ultime pubblicazioni:
- Diritto di difesa e investigazioni difensive, 2001
- Testimoni e collaboratori di giustizia, 2002
- Sintesi pratica delle riforme del processo penale, 2002
- Diritto penale per l'attività di polizia giudiziaria, V ed. Ristampa aggiornata, 2003
- La polizia giudiziaria (voce) in Dizionario di diritto pubblico (2006) diretto dal prof. Sabino Cassese
- Elementi di diritto penale per la polizia giudiziaria, 2009
- La pratica di polizia giudiziaria, VIII ed., 2012